# Shimun XXI Eshai
Mar Shimun XXI Eshai (Qodchanis, 26 febbraio 1908 – San Jose, 6 novembre 1975) è stato un vescovo cristiano orientale siro, patriarca della Chiesa assira d'Oriente dal 1920 al 1975.
In alcune cronotassi patriarcali è indicato come Shimun XXIII.

## Biografia

### In Oriente
Appartenente alla famiglia Shimun, nacque il 26 febbraio 1908 nel villaggio di Qodchanis, nella regione dell'Hakkâri nell'Impero ottomano. Era figlio del generale assiro David Mar Shimun, fratello dei patriarchi Shimun XIX Benyamin e Shimun XX Paulos, e di Esther Beth Matran.
Alla morte dello zio Shimun XX Paulos, fu designato a diventare, a soli 12 anni, il nuovo patriarca della Chiesa d'Oriente e nello stesso tempo capo politico del popolo assiro. Fu consacrato patriarca nella chiesa di Marth Mariam il 20 giugno 1920 da suo zio, il metropolita Yosip Khnanisho, nel campo di Ba'quba, a nord di Baghdad, dove a causa delle persecuzioni si erano rifugiati i cristiani nestoriani. Prese il nome di Mar Shimun XXI.
A causa della minore età del giovane patriarca, le questioni religiose furono prese in mano dallo zio Mar Yosip Khnanisho, mentre sulle questioni più strettamente politiche e amministrative, riguardanti il governo del popolo cristiano assiro, furono altri membri della famiglia patriarcale a dare le loro direttive, in particolare la zia paterna Surma D'Bait Mar Shimun (1883-1975). Nel periodo immediatamente successivo alla prima guerra mondiale, una delle principali preoccupazioni della famiglia Shimun e di altri notabili del popolo assiro era quella di dare una patria a tutti questi cristiani assiri sfollati, la maggior parte dei quali si trovava ora nel nord della Siria, sotto il mandato francese, e soprattutto nel nord della Mesopotamia, sotto mandato britannico. Questa questione fu sollevata da questi ambienti fino alla Società delle Nazioni e alimentata dalla famiglia del patriarca.
Mar Shimun XXI fece i suoi studi in Inghilterra dal 1924 al 1927, specializzandosi in storia e scienze politiche. Nel 1927 fece ritorno in Mesopotamia, stabilendosi a Mosul, e impegnandosi per la nascita di una nazione assira. In questo senso inviò quattro petizioni alla Società delle Nazioni, per chiedere la costituzione di un territorio indipendente nella regione dei monti Hakkiari e di una regione autonoma nella Mesopotamia britannica settentrionale.
Con la fine del mandato britannico in Mesopotamia e la nascita dell'Iraq (ottobre 1932), la minoranza cristiana assira fu accusata di collusione con i britannici. Solo una piccola parte del popolo cristiano-assiro era favorevole a una integrazione nel nuovo stato iracheno. Il 28 maggio 1933, il governo iracheno offrì a Shimun XXI un riconoscimento ufficiale del suo potere spirituale in cambio della rinuncia al potere temporale; il patriarca rifiutò questa proposta in una dichiarazione del 3 giugno 1933. Fu allora arrestato, il 29 giugno a Baghdad. Un mese dopo, un migliaio di partigiani assiri provenienti dalla vicina Siria, allora sotto mandato francese, irruppe in Iraq a difesa del patriarca e si scontrò con le truppe irachene il 4 agosto; contemporaneamente, per rappresaglia, curdi e milizie arabe bruciavano e saccheggiavano i villaggi assiri. Diverse migliaia furono gli assiri uccisi, nel cosiddetto "massacro di Simele" nella regione a nord di Mosul. Pochi giorni dopo, a metà agosto 1933, Shimun XXI e tutta la sua famiglia furono esiliati a Cipro.

### In esilio
Il 29 giugno 1940 Shimun XXI si stabilì negli Stati Uniti d'America, dapprima a Chicago e poi, nel 1954, a San Francisco, e prese la nazionalità americana. La sua famiglia, che viveva in Inghilterra dal 1951, emigrò negli Stati Uniti nel 1961. Fu in occasione del suo trasferimento a Chicago che prese la denominazione di Shimun XXIII.
Il patriarca continuò la sua attività politica fino al 1948, per poi dedicarsi, come semplice vescovo diocesano, al sostegno delle parrocchie della diaspora assira negli Stati Uniti. Per la prima volta da quando aveva assunto l'incarico, ordinò vescovo nel 1952 Mar Thoma Darmo di Baghdad, per la metropolia del Malabar e tutta l'India.
Approfittò di questi anni di esilio anche per tradurre libri di teologia e di storia della Chiesa d'Oriente dall'aramaico o dal siriaco all'inglese. Trascorre inoltre gran parte del suo tempo visitando le comunità assire all'estero, poiché il territorio dell'Iraq gli era vietato. Nel 1961 si recò in India, Iran, Libano e Siria. Il 13 febbraio 1962 consacrò a Teheran, per la prima volta dalla prima guerra mondiale, un vescovo per la comunità assira e una nuova chiesa. Questo vescovo sarà il suo successore, il futuro Dinkha IV.
Nel 1964 abolì il calendario giuliano in vigore nella sua comunità e lo sostituì con il calendario gregoriano. Ciò provocò l'opposizione di una minoranza della Chiesa d'Oriente, e fu, tra le altre, una delle cause della nascita nel 1968 di uno scisma guidato da Mar Thoma Darmo e alla formazione dell'Antica Chiesa d'Oriente in un contesto di rivalità politico-religiosa.
Nell'autunno del 1964 accettò l'invito di papa Paolo VI di recarsi a Roma come osservatore delle ultime sessioni del Concilio Vaticano II.
Nel 1970 fu revocato il divieto di recarsi in Iraq, il che gli permise di tornare a Baghdad per visitare le sue comunità. Tuttavia rifiutò l'invito del governo a risiedere stabilmente nel paese e a stabilirvi la sua sede patriarcale.

### Fine del patriarcato e morte
Il 1º gennaio 1973 il patriarca annunciò la sua decisione di dare le dimissioni e di lasciare la guida della sua Chiesa. Un sinodo di vescovi assiri gli chiese di prolungare il suo mandato per altri sei mesi. Tuttavia, ad agosto, Shimun XXI, contro la tradizione del celibato per i vescovi, rese pubblico il suo matrimonio con la più giovane Emama Yokhanan. Questo fatto suscitò grande sgomento tra i vescovi e i fedeli della Chiesa d'Oriente. Nel mese di settembre, si riunì a Beirut un sinodo di vescovi, presieduto dall'anziano Mar Khnanisho, che decretò la sua deposizione e la riduzione allo status laicale.
Ma Shimun XXI non accettò questa decisione, ritenuta infondata dal punto di vista canonico e inefficace. All'inizio del 1975 ordinò ed elevò all'episcopato due italiani già sacerdoti di rito russo-ortodosso: Mar Claudio Vettorazzo per Aquileia e Mar Giovanni Basciu per la Sardegna. Un nuovo sinodo, riunito a Beirut nel mese di aprile 1975, decise di riammettere Shimun XXI come patriarca della propria Chiesa. Questi, pur disconoscendo di essersi mai dimesso, accettò le decisioni del sinodo e convocò a sua volta un sinodo della Chiesa assira da celebrarsi a Seattle in novembre, per risolvere definitivamente la questione del patriarcato e del matrimonio dei vescovi.
Questo nuovo sinodo non ebbe mai luogo. Infatti, il 6 novembre 1975, il nazionalista assiro David Malek Ismaïl uccise il patriarca con un colpo di rivoltella davanti alla sua casa californiana a San José. I suoi resti riposano nel Turlock Memorial Park. Il 17 ottobre 1976 il santo sinodo della Chiesa assira elesse come nuovo patriarca Dinkha IV, con il quale ebbe termine la successione patriarcale ereditaria della famiglia Shimun.